# Liên bang Cộng hòa Xã hội chủ nghĩa Miến Điện
Liên bang Cộng hòa Xã hội chủ nghĩa Miến Điện (tiếng Miến Điện: ပြည်ထောင်စု ဆိုရှယ်လစ်သမ္မတ မြန်မာနိုင်ငံတော် Pyihtaunghcu Soshallaitsammat Myanmar Ninengantaw) là quốc gia xã hội chủ nghĩa quản lý Miến Điện trong giai đoạn từ 1974 đến 1988.
Thủ tướng Ne Win công bố Hiến pháp mới thay thế Hiến pháp 1947 ngày 1/1/1974, với mục đích thành lập quốc gia chủ nghĩa xã hội. Sau đó được Quốc hội thông qua ngày 4/1/1974. Trong thời gian này, hầu hết các học giả mô tả là bài ngoại, mê tín, và "thất bại" khi biến một trong những nước thịnh vượng ở châu Á thành một trong những nước nghèo của thế giới. Tuy nhiên, GDP bình quân đầu người thực tế (không đổi 2000 đô la Mỹ) ở Miến Điện đã tăng từ $159,18 vào năm 1962 lên $219,20 vào năm 1987, hoặc khoảng 1,3% mỗi năm, một trong những mức tăng trưởng yếu nhất ở Đông Nam Á trong giai đoạn này, nhưng vẫn tích cực. Nhưng trong thời gian này đã làm ổn định trong nước và giữ cho Miến Điện không bị vướng vào cuộc chiến tranh Lạnh đã ảnh hưởng đến các quốc gia Đông Nam Á khác.
Với nhiều chính sách được coi là không hợp thời, chính quyền Ne Win bị phê phán và chỉ trích. Với việc phát hành các tờ tiền có mệnh giá chia hết cho 9, được xem là con số tốt lành, đã xóa sạch tiền tiết kiệm của hàng triệu người Miến Điện. Dẫn đến cuộc nổi dậy ủng hộ dân chủ 8888, bị quân đội can thiệp và thành lập Hội đồng Hòa bình và Phát triển Liên bang 1988.
Giữa năm 1989, Chủ tịch Hội đồng Hòa bình và Phát triển Saw Maung đã ban hành Hiến pháp mới với việc đổi tên thành Liên bang Myanmar. Chấm dứt thời kỳ phát triển chủ nghĩa xã hội tại Myanmar. 

## Lịch sử
Sau khi kết thúc Chiến tranh thế giới thứ hai và sự độc lập của Miến Điện vào năm 1948, Miến Điện đã trở thành một nước xã hội chủ nghĩa dân chủ và gia nhập Phong trào không liên kết. Thủ tướng U Nu được bầu đã bổ nhiệm Ne Win làm Tham mưu trưởng các Lực lượng vũ trang, ngày 1/2/1949, và được toàn quyền kiểm soát quân đội, thay thế tướng Smith Dun, một người Karen.
Tuy nhiên, nền kinh tế suy thoái và rối loạn xã hội đặt trọng tâm vào quân đội. Vào tháng 10/1958, khi sự bất ổn trong xã hội tăng lên một mức tiếp cận khủng hoảng an ninh quốc gia, chính phủ dân sự và Thủ tướng U Nu yêu cầu quân đội và Ne Win thành lập chính phủ quân sự tạm quyền. Một khi trật tự chính trị được phục hồi, chính phủ tạm quyền dự kiến sẽ thực hiện các cuộc tổng tuyển cử và khôi phục lại quy tắc dân chủ.
Hỗ trợ công cộng cho quân đội đã được tăng cường sau khi quân đội tạo điều kiện cho cuộc bầu cử năm 1960 và thừa nhận quyền lực của chính phủ dân sự được bầu của [[Liên đoàn tự do nhân dân chống phát xít]] (AFPFL), do U Nu lãnh đạo.
Tuy nhiên, công chúng tiếp tục cảm nhận chính phủ được bầu là tham nhũng, không thể cai trị đất nước, và không thể khôi phục luật pháp và trật tự trong một xã hội Miến Điện được đặc trưng bởi tỷ lệ tội phạm ngày càng tăng. Quân đội tiếp tục được coi là rất quan trọng để đảm bảo sự ổn định xã hội, đó là một ưu tiên cao trong số những người Miến Điện sau nhiều năm của thực dân và Thế chiến.
Cuộc đảo chính quân sự do Ne Win và Hội đồng Cách mạng (RC) thực hiện năm 1962 với lý do khủng hoảng kinh tế, tôn giáo và chính trị trong nước, đặc biệt là vấn đề phân quyền và các tiểu bang Miến Điện đòi quyền tách khỏi Liên bang.. U Nu bị truất quyền lãnh đạo.
Sau cuộc đảo chính của giới quân sự thành công, Thủ tướng đồng thời là Chủ tịch Hội đồng Cách mạng Ne Win công bố bản Cương lĩnh "Con đường Miến Điện tiến lên chủ nghĩa xã hội" ngày 30/4/1962. "Miến Điện tiến lên chủ nghĩa xã hội" (tiếng Miến Điện: မြန်မာ့နည်းမြန်မာ့ဟန် ဆိုရှယ်လစ်စနစ်; còn được gọi là Con đường Miến Điện tiến lên chủ nghĩa xã hội) đề cập đến tư tưởng của chính quyền xã hội chủ nghĩa ở Miến Điện, từ 1962 tới 1988. Cụ thể hơn, Con đường Miến Điện tiến lên chủ nghĩa xã hội là một học thuyết kinh tế được viết vào tháng 4/1962 bởi Hội đồng Cách mạng, ngay sau cuộc đảo chính, như một kế hoạch chi tiết cho phát triển kinh tế, giảm ảnh hưởng nước ngoài ở Miến Điện và gia tăng vai trò của quân đội..
Trong quan điểm bí mật, tư tưởng của chủ nghĩa cánh tả còn làm giảm thiểu nguy cơ bị các cuộc tấn công của Trung Quốc, mà năm 1962 đã tạo ra mối đe dọa lớn nhất đối với Myanmar.
Để bảo đảm sự ủng hộ của hệ tư tưởng, các yếu tố Mác-xít được bổ sung các khái niệm Phật giáo để tạo ra các mục tiêu tư tưởng tương thích với đạo đức của đa số Phật giáo của đất nước. Chủ nghĩa xã hội được áp dụng trở thành một phiên bản bản địa hoá, mang bản sắc Miến Điện. Các ưu tiên trong khuôn khổ tư tưởng là việc thiết lập một nền kinh tế xã hội chủ nghĩa và lợi ích của nông dân, những người bao gồm nhóm lớn nhất trong xã hội, và có khả năng là mối đe dọa lớn nhất đối với chính phủ. Để phân biệt chủ nghĩa xã hội từ chủ nghĩa cộng sản, Ne Win cho rằng hệ thống xã hội chủ nghĩa của Myanmar sẽ mang lại lợi ích cho tất cả mọi người trong xã hội và giới kinh doanh không được coi là kẻ thù, miễn là họ ủng hộ Hội đồng Cách mạng.
Theo nghĩa này, mục tiêu là một cuộc cách mạng xã hội trên toàn quốc. Tuy nhiên, kể từ khi những người nông dân tạo thành nhóm lớn nhất trong xã hội và tầng lớp này được coi là đã bị lãng quên dưới sự cai trị của thực dân Anh cũng như của chính phủ hậu thuộc địa, chính sách với mục đích cải thiện nền kinh tế và điều kiện của nông dân được ưu tiên. Hơn nữa, người ta tin rằng bằng cách tập trung vào nông dân về một tầng lớp xã hội chặt chẽ hơn là dân tộc, sự ổn định của xã hội có thể được cải thiện. Khái niệm về sắc tộc nên được trung hòa bằng cách phát triển các cộng đồng mới dựa trên bản sắc văn hóa dân tộc và lịch sử công cộng được chia sẻ trong quá khứ Phật giáo.
Hội đồng Cách mạng muốn thành lập một đảng chính trị hợp pháp duy nhất thông qua đó tất cả các quá trình cách mạng sẽ diễn ra. Trong một cuộc họp ngày 17/5/1962, giữa Hội đồng Cách mạng và các nhà lãnh đạo đảng dân sự, các nhà lãnh đạo đã thông báo rằng họ sẽ không tham gia thành lập một đảng chính trị duy nhất và từ chối xác nhận "Miến Điện tiến lên chủ nghĩa xã hội". Các nhà lãnh đạo đảng nghĩ rằng quân đội cuối cùng sẽ từ bỏ quyền lực của mình cho các đảng dân sự, như họ đã làm sau cuộc bầu cử vào năm 1960. Cũng được gợi ý rằng dự kiến quân đội sẽ, bằng cách này hay cách khác, chia sẻ quyền lực với đảng dân sự, như hợp tác với AFPFL trước cuộc đảo chính 1962. Với sự từ chối của các đảng dân sự về cương lĩnh "Miến Điện tiến lên chủ nghĩa xã hội", Hội đồng Cách mạng đã bắt đầu xây dựng một đảng bao gồm các tầng lớp chính trị, và ngày 4/7/1962, Đảng Cương lĩnh xã hội chủ nghĩa Miến Điện (BSPP) đã được thành lập. Tất cả các đảng còn lại đều bị pháp luật cấm.
Hội đồng Cách mạng tuyên bố giải tán Quốc hội, Tòa án Tối cao và các Hội đồng Nhà nước Dân tộc Shan, Kachin, Karen, Kaya, Chin. Hiến pháp 1947 bị tạm đình chỉ. Hội đồng Cách mạng trở thành cơ quan lập pháp của quốc gia.
Trong giai đoạn từ 1962 đến 1974, Ne Win thực hiện chính sách kinh tế tập trung, mô hình hợp tác xã được thiết lập trên khắp cả nước. Do thiếu máy móc sản xuất, nền nông nghiệp giảm sút nghiêm trọng.
Để khẳng định con đường xây dựng chủ nghĩa xã hội của Myanmar, Ne Win công bố đổi tên nước thành "Liên bang Cộng hòa Xã hội chủ nghĩa Miến Điện" ngày 1/1/1974.

## Chính trị
Cơ quan lập pháp của Miến Điện trong giai đoạn này là Hội đồng Nhân dân (ပြည်သူ့လွှတ်တော်) được thành lập theo Hiến pháp năm 1974. Nhiệm kỳ của Hội đồng Nhân dân là 4 năm. Cuộc bầu cử đầu tiên được tổ chức ngày 27/1/1974 đến ngày 10/2/1974, Đảng Cương lĩnh Xã hội chủ nghĩa Miến Điện chiếm toàn bộ 451 số ghế trong Hội đồng. Cuộc bầu cử cuối cùng tổ chức ngày 6/10/1985.
Cơ quan hành pháp là chính phủ Miến Điện do Thủ tướng đứng đầu lãnh đạo các bộ. Tổng thống là nguyên thủ quốc gia.
Cơ quan tư pháp là Tòa án Tối cao.
Sau cuộc đảo chính năm 1988 của phe quân sự, Hội đồng Nhân dân và Tòa án Tối cao bị giải thể. 

## Lãnh đạo quốc gia

### Chủ tịch Đảng Cương lĩnh Xã hội chủ nghĩa Miến Điện
Đảng Cương lĩnh Xã hội chủ nghĩa Miên Điện là đảng duy nhất nắm quyền quản lý mọi mặt của Myanmar từ năm 1974 đến khi buộc giải thể ngày 18/9/1988.
| № | № | Tên (Sinh–Mất)          | Chân dung                             | Bổ nhiệm  | Miễn nhiệm | Thời gian đương nhiệm | Ghi chú                            |
| - | - | ----------------------- | ------------------------------------- | --------- | ---------- | --------------------- | ---------------------------------- |
|   | 1 | Ne Win (1911–2002)      | Tập tin:President Ne Win Portrait.JPG | 1/1/1974  | 23/7/1988  | 14 năm, 204 ngày      | Kiêm nhiệm Tổng thống (1974–1981). |
|   | 2 | Sein Lwin (1923–2004)   |                                       | 26/7/1988 | 12/8/1988  | 17 ngày               | Kiêm nhiệm Tổng thống (1988).      |
|   | 3 | Maung Maung (1925–1994) | xxxx100px]]                           | 19/8/1988 | 18/9/1988  | 30 ngày               | Kiêm nhiệm Tổng thống (1988).      |

### Tổng thống Liên bang Cộng hòa
| №                                                  | № | Tên (Sinh–Mất)                      | Chân dung                             | Bổ nhiệm  | Miễn nhiệm | Thời gian đương nhiệm | Chính đảng                                 |
| -------------------------------------------------- | - | ----------------------------------- | ------------------------------------- | --------- | ---------- | --------------------- | ------------------------------------------ |
| Tổng thống Cộng hòa                                |   |                                     |                                       |           |            |                       |                                            |
|                                                    | 1 | Ne Win (1911–2002)                  | Tập tin:President Ne Win Portrait.JPG | 2/3/1974  | 9/11/1981  | 7 năm, 252 ngày       | Đảng Cương lĩnh Xã hội chủ nghĩa Miên Điện |
|                                                    | 2 | San Yu (1918–1996)                  | xxxx100px]]                           | 9/11/1981 | 27/7/1988  | 6 năm, 261 ngày       | Đảng Cương lĩnh Xã hội chủ nghĩa Miên Điện |
|                                                    | 3 | Sein Lwin (1923–2004)               |                                       | 27/7/1988 | 12/8/1988  | 16 ngày               | Đảng Cương lĩnh Xã hội chủ nghĩa Miên Điện |
|                                                    | — | Aye Ko (1921–2006) Quyền tổng thống | xxxx100px]]                           | 12/8/1988 | 19/8/1988  | 7 ngày                | Đảng Cương lĩnh Xã hội chủ nghĩa Miên Điện |
|                                                    | 4 | Maung Maung (1925–1994)             | xxxx100px]]                           | 19/8/1988 | 18/9/1988  | 30 ngày               | Đảng Cương lĩnh Xã hội chủ nghĩa Miên Điện |
| Chủ tịch Hội đồng Hòa bình và Phát triển Liên bang |   |                                     |                                       |           |            |                       |                                            |
|                                                    | — | Saw Maung (1928–1997)               |                                       | 18/9/1988 | 18/6/1989  | 273 ngày              | Quân đội                                   |

### Thủ tướng
| № | № | Tên (Sinh–Mất)              | Chân dung   | Bổ nhiệm  | Miễn nhiệm | Thời gian đương nhiệm | Chính đảng                                 |
| - | - | --------------------------- | ----------- | --------- | ---------- | --------------------- | ------------------------------------------ |
|   | 4 | Sein Win (1919–1993)        |             | 4/3/1974  | 29/3/1977  | 3 năm, 25 ngày        | Đảng Cương lĩnh Xã hội chủ nghĩa Miên Điện |
|   | 5 | Maung Maung Kha (1920–1995) | xxxx100px]] | 29/3/1977 | 26/7/1988  | 11 năm, 119 ngày      | Đảng Cương lĩnh Xã hội chủ nghĩa Miên Điện |
|   | 6 | Tun Tin (1920–)             |             | 26/7/1988 | 18/9/1988  | 54 ngày               | Đảng Cương lĩnh Xã hội chủ nghĩa Miên Điện |
|   | 7 | Saw Maung (1928–1997)       |             | 21/9/1988 | 18/6/1989  | 270 ngày              | Quân đội                                   |